# Метод ментора
Метод ментора — способ направленного развития («воспитания») молодых гибридных растений при их прививке на другой сорт, разработанный И. В. Мичуриным. Метод основан на воздействии растения-воспитателя (ментора) одного сорта на растение другого сорта после прививки.
При использовании метода ментора Мичурин наблюдал глубокое формирующее влияние различных веществ уже сложившегося сорта растения на гибридный развивающийся организм.
Метод ментора используется в целях
- устранения недостатков гибридных растений
- для усиления желательных свойств у гибридных растений при выведении новых сортов.

И. В. Мичурин использовал метод ментора при выведении сортов
- яблони (Бельфлёр-китайка, Кандиль-китайка)
- груши (Бергамот Новик)
- вишни (Краса севера) и других растений

При использовании метода ментора
- повышалась морозостойкость
- улучшалось качество плодов
- наблюдались другие полезные эффекты

В соответствии с информацией в Большой советской энциклопедии полученные изменения закрепляются только при вегетативном размножении нового сорта.